# Adiantum
Adiantum é um gênero de fetos com cerca de 200 espécies, que pertence à família Pteridaceae, no entanto, alguns pesquisadores colocam-no na sua própria família, Adiantaceae.
O nome do género vem do grego antigo, significando não molhado, que se refere à habilidade da fronde em repelir a água sem que fique molhada.

## Descrição
São distintivas em termos de aparência, com espiques e ráquis escuros, muitas vezes pretos. O tecido foliar é muitas vezes delicado. Os soros alojam-se submarginalmente, estando cobertos abas de tecido foliar, fazendo lembrar indúsios. O dimorfismo entre frondes estéreis e férteis é de maneira geral subtil.
De maneira geral, preferem locais bem drenados, húmidos e ricos em húmus, variando entre solos em terras baixas até paredes verticais rochosas. Muitas espécies são especialmente conhecidas por crescerem em paredes rochosas perto de quedas de água.
A maior diversidade de espécies pode ser encontrada nos Andes. Diversidade apreciável também ocorre na Ásia oriental, com cerca de 40 espécies na China.

## Cladística
É sabido que o género é parafilético, e que os fetos da subfamília Vittarioideae são derivados deste grande género parafilético.  entanto, se A. raddianum, e possivelmente algumas outras espécies forem removidas, as restantes plantas serão então monofiléticas.

## Cultivo
Muitas espécies são cultivadas para o comércio em horticultura.

## Lista de espécies
- Adiantum abscissum
- Adiantum aculeolatum
- Adiantum adiantoides
- Adiantum aethiopicum
- Adiantum alarconianum
- Adiantum aleuticum
- Adiantum amazonicum
- Adiantum amblyopteridium
- Adiantum amelianum
- Adiantum anceps
- Adiantum aneitense
- Adiantum angustatum
- Adiantum annamense
- Adiantum atroviride
- Adiantum bellum
- Adiantum bessoniae
- Adiantum blumenavense
- Adiantum boliviense
- Adiantum bonatianum
- Adiantum bonii
- Adiantum brasiliense
- Adiantum breviserratum
- Adiantum calcareum
- Adiantum capillus-junonis
- Adiantum capillus-veneris
- Adiantum caudatum
- Adiantum celebicum
- Adiantum chilense
- Adiantum christii
- Adiantum comoroense
- Adiantum concinnum
- Adiantum coreanum
- Adiantum crespianum
- Adiantum cultratum
- Adiantum cuneatiforme
- Adiantum cuneatum
- Adiantum cunninghamii
- Adiantum cupreum
- Adiantum curvatum
- Adiantum davidii
- Adiantum diaphanum
- Adiantum dioganum
- Adiantum diphyllum
- Adiantum discretodenticulatum
- Adiantum dissimulatum
- Adiantum edgeworthii
- Adiantum elegantulum
- Adiantum erylliae
- Adiantum erythrochlamys
- Adiantum excisum
- Adiantum fengianum
- Adiantum fimbriatum
- Adiantum flabellulatum
- Adiantum formosum
- Adiantum fossarum
- Adiantum fragile
- Adiantum fragrans
- Adiantum fructosum
- Adiantum fulvum
- Adiantum gertrudis
- Adiantum gibbosum
- Adiantum gingkoides
- Adiantum glabrum
- Adiantum glaureosum
- Adiantum glaucescens
- Adiantum glaucinum
- Adiantum glaziovii
- Adiantum gomphophyllum
- Adiantum gracile
- Adiantum gravesii
- Adiantum grossum
- Adiantum hispidulum
- Adiantum hollandiae
- Adiantum hornei
- Adiantum hosei
- Adiantum imbricatum
- Adiantum incertum
- Adiantum incisum
- Adiantum intermedium
- Adiantum jordanii
- Adiantum juxtapositum
- Adiantum kendalii
- Adiantum kingii
- Adiantum klossii
- Adiantum lamrianum
- Adiantum latifolium
- Adiantum lenvingei
- Adiantum lianxianense
- Adiantum lindenii
- Adiantum lonrentzii
- Adiantum lucidum
- Adiantum lunulatum
- Adiantum macrocladum
- Adiantum macrophyllum
- Adiantum madagascariense
- Adiantum malaliense
- Adiantum malesianum
- Adiantum mariesii
- Adiantum mcvaughii
- Adiantum melanoleucum
- Adiantum mendoncae
- Adiantum menglianense
- Adiantum mettenii
- Adiantum mindanaense
- Adiantum monochlamys
- Adiantum monosorum
- Adiantum multisorum
- Adiantum myriosorum
- Adiantum neoguineense
- Adiantum novae-caledoniae
- Adiantum nudum
- Adiantum oaxacanum
- Adiantum obliquum
- Adiantum ogasawarense
- Adiantum opacum
- Adiantum ornithopodum
- Adiantum ovalescens
- Adiantum palaoense
- Adiantum papillosum
- Adiantum paraense
- Adiantum patens
- Adiantum pearcei
- Adiantum pedatum
- Adiantum pentadactylon
- Adiantum peruvianum
- Adiantum petiolatum
- Adiantum philippense
- Adiantum phyllitidis
- Adiantum platyphyllum
- Adiantum poiretti
- Adiantum polyphyllum
- Adiantum pseudotinctum
- Adiantum pulchellum
- Adiantum pulcherrimum
- Adiantum pulverulentum
- Adiantum pumilum
- Adiantum pyramidale
- Adiantum raddianum
- Adiantum rectangulare
- Adiantum reniforme
- Adiantum rhizophorum
- Adiantum robinsonii
- Adiantum roborowskii
- Adiantum rondoni
- Adiantum rubellum
- Adiantum rufopetalum
- Adiantum scabrum
- Adiantum schmalzii
- Adiantum schmidtchenii
- Adiantum schweinfurthii
- Adiantum seemannii
- Adiantum semiorbiculatum
- Adiantum senae
- Adiantum serratifolium
- Adiantum siamense
- Adiantum sinicum
- Adiantum silvaticum
- Adiantum soboliferum
- Adiantum sordidum
- Adiantum stenochlamys
- Adiantum stolzii
- Adiantum subcordatum
- Adiantum tenerum
- Adiantum tenuissimum
- Adiantum tetragonum
- Adiantum tetraphyllum
- Adiantum thalictroides
- Adiantum trapeziforme
- Adiantum tricholepis
- Adiantum trilobum
- Adiantum tripteris
- Adiantum venustum
- Adiantum villosissimum
- Adiantum villosum
- Adiantum viridescens
- Adiantum viridimontanum
- Adiantum vivesii
- Adiantum wattii
- Adiantum wilsonii
- Adiantum zollingeri

## Portugal
Em Portugal apresenta as seguintes espécies e subespécies:
- Adiantum capillus-veneris
- Adiantum hispidulum
- Adiantum raddianum
- Adiantum reniforme subsp. pusillum
- Adiantum reniforme subsp. reniforme